# Dekanat Łomża – św. Brunona

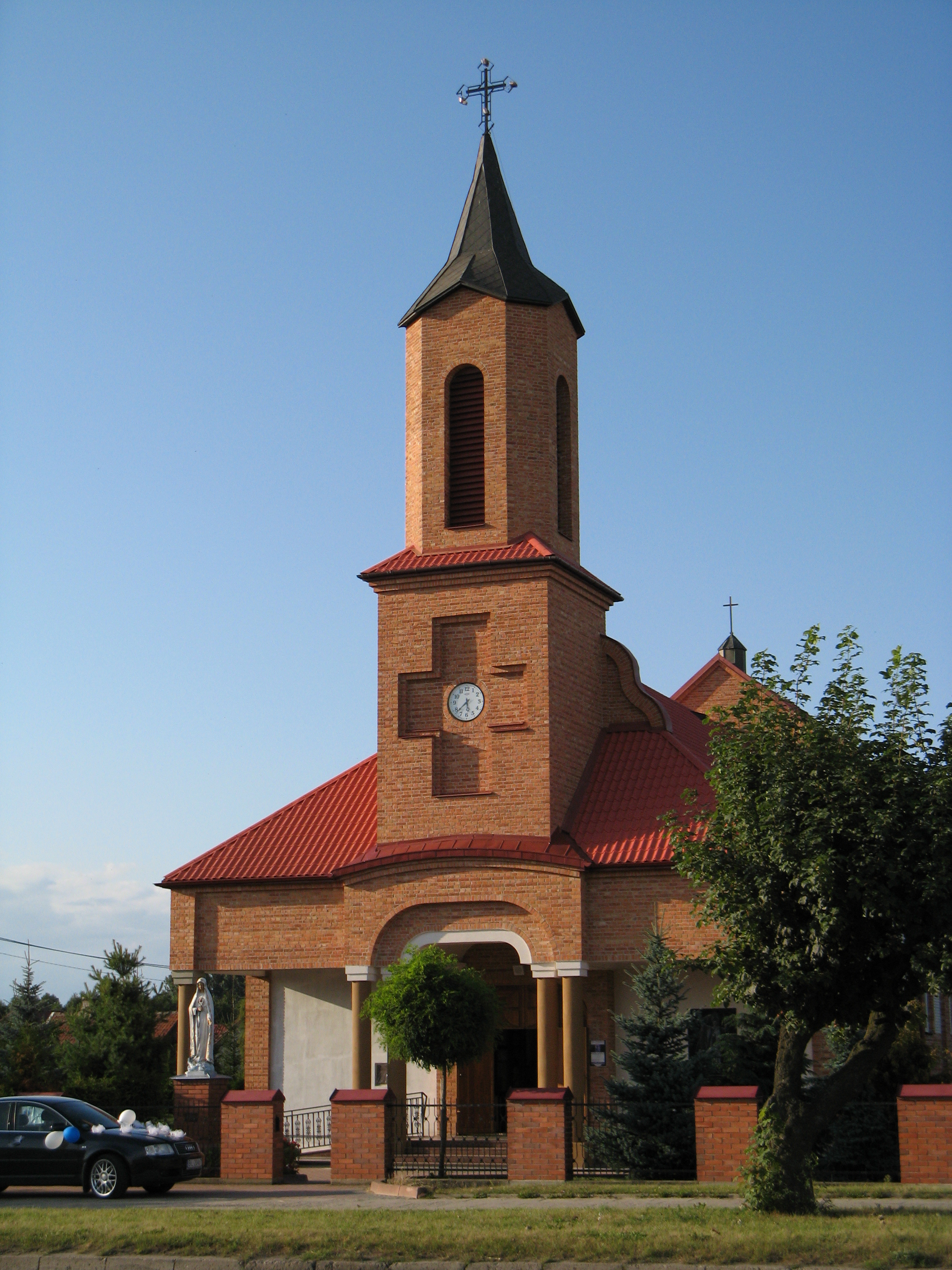
Kościół parafialny pw. NMP Częstochowskiej

Dekanat Łomża – św. Brunona – jeden z 24 dekanatów w rzymskokatolickiej diecezji łomżyńskiej.

## Parafie
W skład dekanatu wchodzi 9 parafii:
- parafia pw. Najświętszego Sakramentu w Dobrym Lesie
  - Kościół parafialny – pw. Najświętszego Sakramentu
- parafia pw. NMP Częstochowskiej w Łomży
  - Kościół parafialny – pw. Najświętszej Maryi Panny Częstochowskiej
- parafia pw. św. Brunona z Kwerfurtu Biskupa i Męczennika w Łomży
  - Kościół parafialny – pw. św. Brunona z Kwerfurtu Biskupa i Męczennika
- parafia pw. MB Różańcowej w Miastkowie
  - Kościół parafialny – pw. MB Różańcowej
- parafia pw. św. Jadwigi Śląskiej w Nowych Kupiskach
  - Kościół parafialny – pw. św. Jadwigi Śląskiej
- parafia pw. Narodzenia NMP w Nowogrodzie
  - Kościół parafialny – pw. Narodzenia NMP
- parafia pw. św. Wojciecha Biskupa i Męczennika w Szczepankowie
  - Kościół parafialny – pw. św. Wojciecha BM
- parafia pw. Wniebowzięcia NMP w Śniadowie
  - Kościół parafialny – pw. Wniebowzięcia NMP
- parafia pw. św. Wincentego á Paulo w Zbójnej
  - Kościół parafialny – pw. św. Wincentego a'Paulo.

## Władze dekanatu
Władze dekanatu stanowią;
- Dziekan: ks. Dariusz Nagórski
- Wicedziekan: ks. kan. Eugeniusz Sochacki
- Ojciec Duchowny: ks. Piotr Sitkiewicz.

## Sąsiednie dekanaty
Kadzidło, Kolno, Łomża – św. Michała Archanioła, Myszyniec, Ostrołęka – Nawiedzenia NMP, Piątnica, Rzekuń, Zambrów